# دیسبلا (کالیفرنیا)
دیسبلا (به انگلیسی: DeSabla) یک منطقهٔ مسکونی در ایالات متحده آمریکا است که در شهرستان بیوت، کالیفرنیا واقع شده‌است. دیسبلا ۸۴۲ متر بالاتر از سطح دریا واقع شده‌است.